# منتخب النرويج تحت 19 سنة لكرة القدم
منتخب النرويج تحت 19 سنة لكرة القدم (بالنرويجية: Norges G19-landslag i fotball)‏ هو ممثل النرويج الرسمي في المنافسات الدولية في كرة القدم في فئة كرة قدم للرجال تحت 19 سنة، يديريه اتحاد النرويج لكرة القدم.

## وصلات خارجية
- الموقع الرسمي